# Шамахы (футбольный клуб)
«Шамахы» (азерб. Şamaxı) — азербайджанский футбольный клуб из города Шемахы. Выступает с сезона 2023/2024 в Первом дивизионе Азербайджана по футболу. 2-кратный чемпион (2008 и 2010) и обладатель Кубка Азербайджана (2018 и 2021).

## История

### Ранние годы (1997—2004)
Клуб появился в 1997 году под названием «Хазар Университети», так как был основан при Университете Хазар, первом частном университете Азербайджана, и выступал в любительском чемпионате страны.
Дебютный сезон в элите (1999/2000) он завершил на 11-м месте. В последующие годы «Интер» финишировал седьмым (2000/01) и четвертым (2001/02 и 2003/04).
По итогам сезона 2003/04 клуб впервые завоевал право выступить в Кубке Интертото. В первом раунде «Хазар Университети» победил австрийский клуб «Брегенц» со счетом 3-0 в первом матче и 2-1 — во втором. Во втором раунде команда встречалась с «Тампере». Проиграв первый матч 0-3, футболисты победили в Баку 1-0 и вылетели из турнира.
С 28 октября 2017 года выступает под названием «Кешля».

### Дубль и эпоха Цхададзе (2004—2014)
Летом 2004 года все права на «Хазар Университети» передали вновь созданному ПФК «Интер Баку», и команда участвовала в 13-м чемпионате Азербайджана. Позже произошли изменения в руководстве клуба, он был переименован в ПФК «Интер» и закончил сезон 2004/05 на седьмом месте. В 2004 году главным тренером стал Цхададзе. Прогресс продолжился тем, что в следующем сезоне клуб стал четвёртым.
Годом позже команда вновь была четвёртой, а в сезоне 2007/08 стала чемпионом страны, впервые завоевав право участвовать в Лиге чемпионов, где пробилась во второй квалификационный раунд, победив клуб «Работнички» из Македонии по голам, забитым на чужом поле.
В следующем сезоне «Интер» защитил титул, завоевав его второй раз в истории. Кампания в еврокубках была менее успешной и завершилась поражением от «Леха» по пенальти. В 2011 году клуб из Баку выиграл Кубок Содружества, победив в финале «Шахтёр» из Солигорска.
В 2012 году «Интер» установил рекорд Азербайджана, одержав самую крупную в истории страны победу в еврокубках: со счётом 5-0 в Эстонии был повержен «Нарва-Транс». В начале сезона 2013-14 клуб потерпел четыре поражения подряд, показав худший старт за всё время. Тем не менее «Интер» финишировал вторым в чемпионате.В 2015 году Цхададзе был снят с должности главного тренера. Под руководством Цхададзе клуб выиграл: Кубок Содружества 2011, чемпионат Азербайджана (2008, 2010).

### Новейшая история
В 2017 году «Интер Баку» был переименован в «Кешля». В сезоне 2016/17 во второй раз стал бронзовым призёром чемпионата. В 2017 году главным тренером «Кешля» был назначен украинский тренер Юрий Максимов. Под его руководством клуб выиграл Кубок Азербайджана. В 2018 году он был снят с должности главного тренера «Кешля».
Новым главном тренером «Кешля» стал Тарлан Ахмедов. В сезоне 2019/20 клуб в третий раз стал бронзовым призёром чемпионата. В сезоне 2020/21 главным тренером назначили Санана Гурбанова, «банкиры» заняли 6-е место, но смогли во второй раз в истории выиграть Кубок Азербайджана, обеспечив себе выход в Лигу конференций УЕФА.
В конце 2021 года появилась информация о том, что бакинский футбольный клуб «Кешля», выступающий в азербайджанской Премьер-лиге, со следующего года сменит прописку и переберётся в Шамаху. Информацию подтвердили в руководстве клуба. 9 апреля 2022 года команда под новым названием провела свой первый матч в Шамахы.

## Стадион
Клуб выступал на стадионе «Шафа» в Баку. С 2022 года выступает на главном стадионе Шамахы — Шамахинском городском стадионе.

## Достижения
- Чемпион Азербайджана — 2 раза (2007/08, 2009/10).
- Серебряный призёр чемпионата Азербайджана — 3 раза (2008/09, 2013/14, 2014/15).
- Бронзовый призёр чемпионата Азербайджана — 4 раза (2011/12, 2012/13, 2016/17, 2019/20).
- Обладатель Кубка Азербайджана — 2 раза (2017/18, 2020/21).
- Финалист Кубка Азербайджана — 4 раза (2004/05, 2007/08, 2008/09, 2010/11).
- Обладатель Кубка Содружества (2011)[9].

## Главные тренеры
- Анатолий Коньков (2004—2006)
- Олег Смолянинов (2006)
- Валентин Ходукин (2006—2009)
- Кахабер Цхададзе (2009—2015)
- Роман Джафаров (2015, и.о.)
- Заур Сванадзе (2015—2017)
- Рамиз Мамедов (2017)
- Юрий Максимов (2017—2018)
- Младен Милинкович (2018)
- Тарлан Ахмедов (30 октября 2018 — 8 августа 2020)[10][11]
- Юнис Гусейнов (16 августа 2020 — 24 января 2021)[12][13]
- Вугар Аскерли (14 июля 2022 — 24 ноября 2023)[14][15]
- Рамиз Мамедов (27 ноября 2023 — 2 июня 2024)[16][17]
- Айхан Аббасов (c 13 июня 2024)[18]

## Европейские кубки

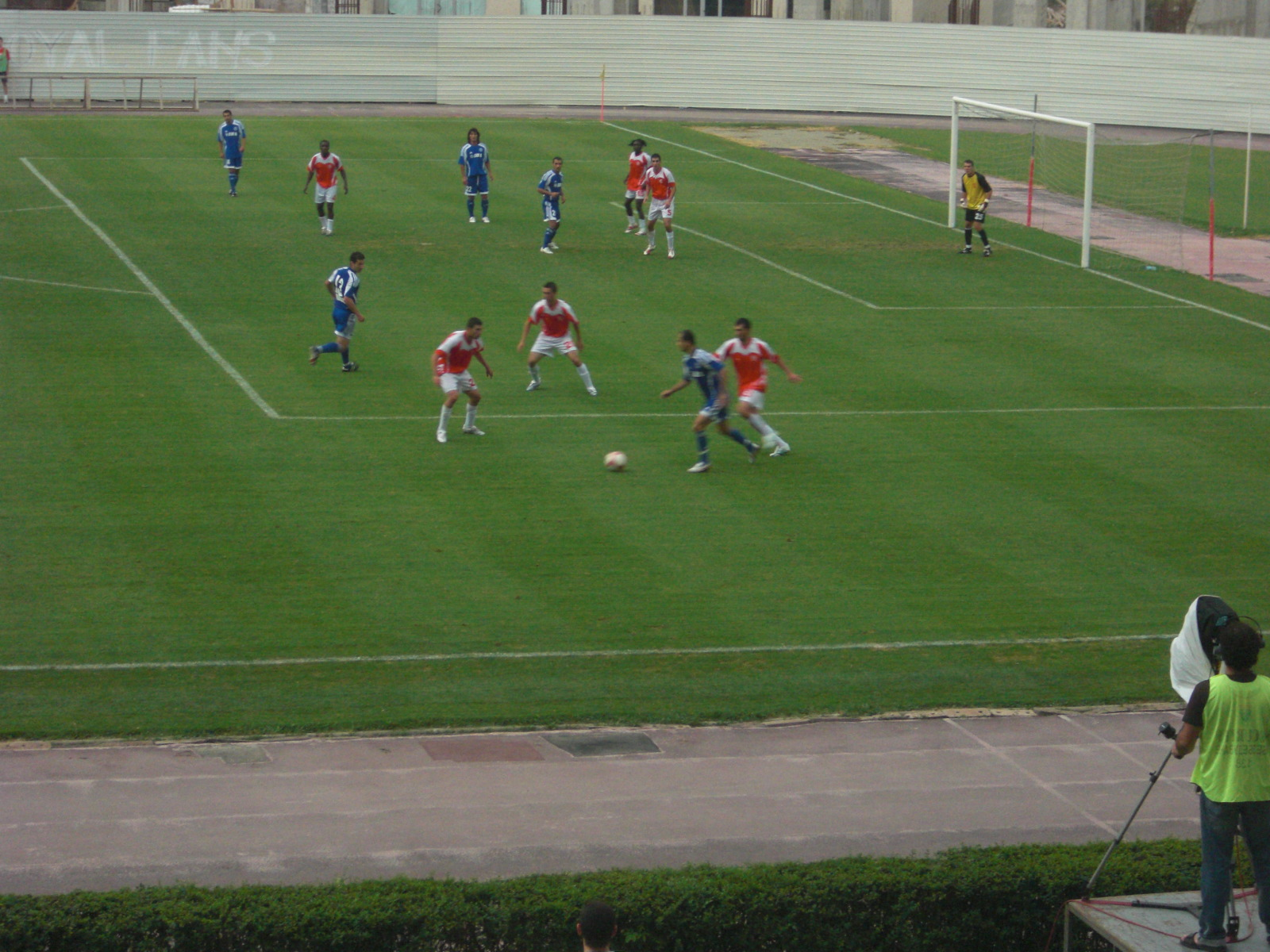
Матч в рамках Лиги чемпионов с македонским «Работнички». Скопье, 2008

| год     | турнир                | раунд | соперник            | страна                  | дома | в гостях       | итог     |
| ------- | --------------------- | ----- | ------------------- | ----------------------- | ---- | -------------- | -------- |
| 2003/04 | Кубок Интертото       | 1Q    | «Брегенц»           | Флаг Австрии            | 2:1  | 3:0            | 5:1      |
| 2003/04 | Кубок Интертото       | 2Q    | «Тампере Юнайтед»   | Флаг Финляндии          | 1:0  | 0:3            | 1:3      |
| 2008/09 | Лига чемпионов УЕФА   | 1Q    | «Работнички»        | Флаг Северной Македонии | 0:0  | 1:1            | 1:1      |
| 2008/09 | Лига чемпионов УЕФА   | 2Q    | «Партизан»          | Флаг Сербии (2004—2010) | 1:1  | 0:2            | 1:3      |
| 2009/10 | Лига Европы УЕФА      | 1Q    | «Спартак (Трнава)»  | Флаг Словакии           | 1:3  | 1:2            | 2:5      |
| 2010/11 | Лига чемпионов УЕФА   | 2Q    | «Лех (Познань)» *   | Флаг Польши             | 0:1  | 1:0 (8-9 пен.) | 9:10     |
| 2012/13 | Лига Европы УЕФА      | 1Q    | «Нарва-Транс»       | Флаг Эстонии            | 5:0  | 2:0            | 7:0      |
| 2012/13 | Лига Европы УЕФА      | 2Q    | «Астерас (Триполи)» | Флаг Греции             | 1:1  | 4:2 (пен)      | 5:4      |
| 2013/14 | Лига Европы УЕФА      | 1Q    | «Мариехамн»         | Флаг Финляндии          | 1:1  | 2:0            | 3:1      |
| 2013/14 | Лига Европы УЕФА      | 2Q    | «Тромсё»            | Флаг Норвегии           | 1:0  | 0:2            | 1:2      |
| 2015/16 | Лига Европы УЕФА      | 1Q    | «Лачи»              | Флаг Албании            | 0:0  | 1:1            | 1:1 (гв) |
| 2015/16 | Лига Европы УЕФА      | 2Q    | «Хабнарфьордюр»     | Флаг Исландии           | 2:1  | 2:2 (д.в)      | 4:3      |
| 2015/16 | Лига Европы УЕФА      | 3Q    | «Атлетик Бильбао»   | Флаг Испании            | 0:0  | 0:2            | 0:2      |
| 2017/18 | Лига Европы УЕФА      | 1Q    | «Младост Лучани»    | Флаг Сербии             | 2:0  | 3:0            | 5:0      |
| 2017/18 | Лига Европы УЕФА      | 2Q    | «Фола»              | Флаг Люксембурга        | 1:0  | 1:4            | 2:4      |
| 2018/19 | Лига Европы УЕФА      | 1Q    | «Бальцан»           | Флаг Мальты             | 2:1  | 1:4            | 3:5      |
| 2020/21 | Лига Европы УЕФА      | 1Q    | «Лачи»              | Флаг Албании            | 0:0  | -              | 4:5 (п)  |
| 2021/22 | Лига конференций УЕФА | 2Q    | «Сочи»              | Флаг России             | 0:3  | 2:4            | 2:7      |

### Статистика в Еврокубках
| Клуб         | И  | В  | Н  | П  | ЗМ |   | ПМ | РМ  |
| ------------ | -- | -- | -- | -- | -- | - | -- | --- |
| Интер (Баку) | 35 | 14 | 10 | 11 | 43 | - | 33 | +10 |